# 母脑
母脑是任天堂电子游戏银河战士系列里登场的虚构角色，是鳥人族創造的機械生命體，也是獨立人格的人工智能。虽然它由鸟人族制造，但它之後背叛鳥人族，和宇宙海賊聯手并做了領袖，控制著海賊同薩姆斯与銀河聯邦對抗。 
母脑外觀为在透明容器里的，有一顆眼珠的大腦，大脑上部分有接受訊號用的針刺，下半部则有許多管線連著底座。而在《超級銀河戰士》下半部多了身軀。
母脑最早出现在《银河战士》中，并于《超级银河战士》中再次登场。而后在《银河战士 零点任务》中重新出现。在《银河战士Prime 3》中，银河联邦建造了名为“极光”的生物力学超级电脑。
获得广泛的好评，在IGN的最佳电子游戏反派中排名第九。